# Giacomo Oddi
Giacomo Oddi (ur. 11 listopada 1679 w Perugii, zm. 2 maja 1770 tamże) – włoski biskup rzymskokatolicki, kardynał.

## Życiorys
Urodził się 11 listopada 1679 roku w Perugii, jako najmłodsze spośród pięciorga dzieci hrabiego Francesca Oddiego i Vittorii Biancheri. Jego kuzynem był Giovanni Francesco Banchieri, a siostrzeńcem Niccolò Oddi. Studiował na Uniwersytecie w Perugii, gdzie uzyskał stopień doktora utroque iure w 1709 roku. Jeszcze w czasie studiów udał się do Rzymu, gdzie został referendarzem Najwyższego Trybunału Sygnatury Apostolskiej, a także protonotariuszem apostolskim. W pierwszej i drugiej dekadzie XVIII wieku pełnił role świeckich gubernatorów Rimini, Sabiny, Fabriano, Ascoli, Ankony, Civitavecchii i Viterbo. 30 maja 1723 roku przyjął sakrament święceń. Na początku lat 30. zarządzał Maceratą i ponownie Viterbo. W 1732 roku został nominowany na biskupa tytularnego Laodycey (9 czerwca), przyjął sakrę (24 czerwca) i został mianowany nuncjuszem apostolskim w Królestwie Niemieckim. Osiadł wówczas w Kolonii, lecz po trzech latach został przeniesiony na placówkę do Wenecji. W czerwcu 1735 roku zrezygnował z nuncjatury w Cesarstwie Rzymskim Narodu Niemieckiego, a cztery lata później został mianowany nuncjuszem w Imperium portugalskim. 9 września 1743 roku został kreowany kardynałem prezbiterem, a rok później zrezygnował z nuncjatury. 5 kwietnia 1745 roku otrzymał kościół tytularny S. Girolamo dei Croati. W latach 40. pełnił funkcje legata w Urbino i Romanii. 22 września 1749 roku został przeniesiony do Viterbo, gdzie został arcybiskupem ad personam. Przyznawał dotacje na budowę szpitala dla sierot oraz domu przeznaczonego do ćwiczeń duchowych dla kleru. Uczestniczył w konklawe 1758, a od 1763 roku przysługiwał mu tytuł protoprezbitera. W 1770 roku, z powodu złego stanu zdrowia wyjechał do Perugii, jednak nie przyniosło to oczekiwanego skutku. Zmarł 2 maja 1770.